# Ruspolia lineosa
Ruspolia lineosa är en insektsart som först beskrevs av Walker, F. 1869.  Ruspolia lineosa ingår i släktet Ruspolia och familjen vårtbitare. Inga underarter finns listade i Catalogue of Life.

## Bildgalleri

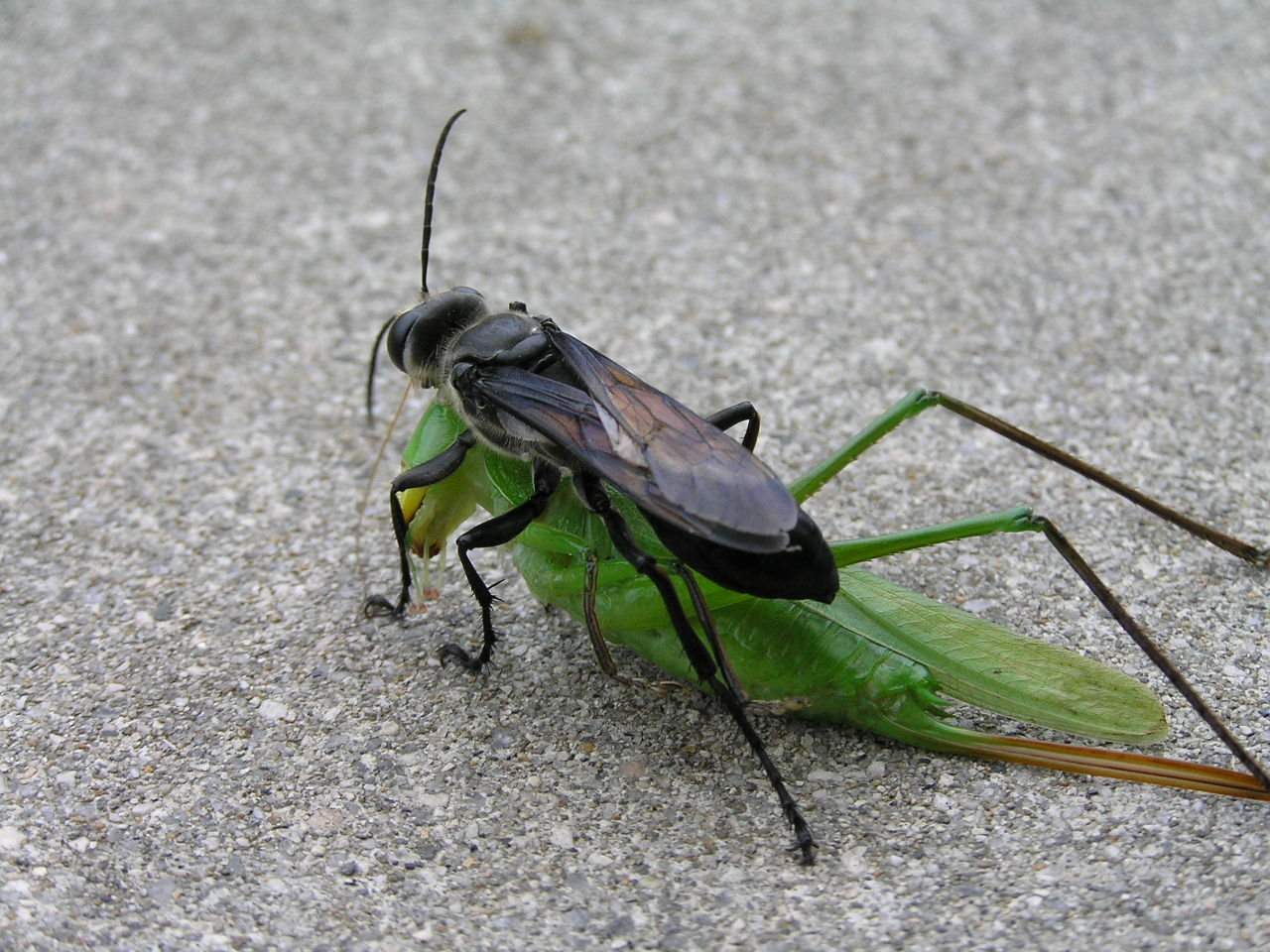